# Jean Albert Grégoire
Jean Albert Grégoire, a veces escrito incorrectamente Jean-Albert Grégoire, (7 de julio de 1899 - 19 de agosto de 1992) fue un ingeniero y empresario automovilístico francés, uno de los grandes pioneros de la "tracción delantera" en el mundo. También abogó por el uso de aleaciones de aluminio en la técnica del automóvil.

## Semblanza

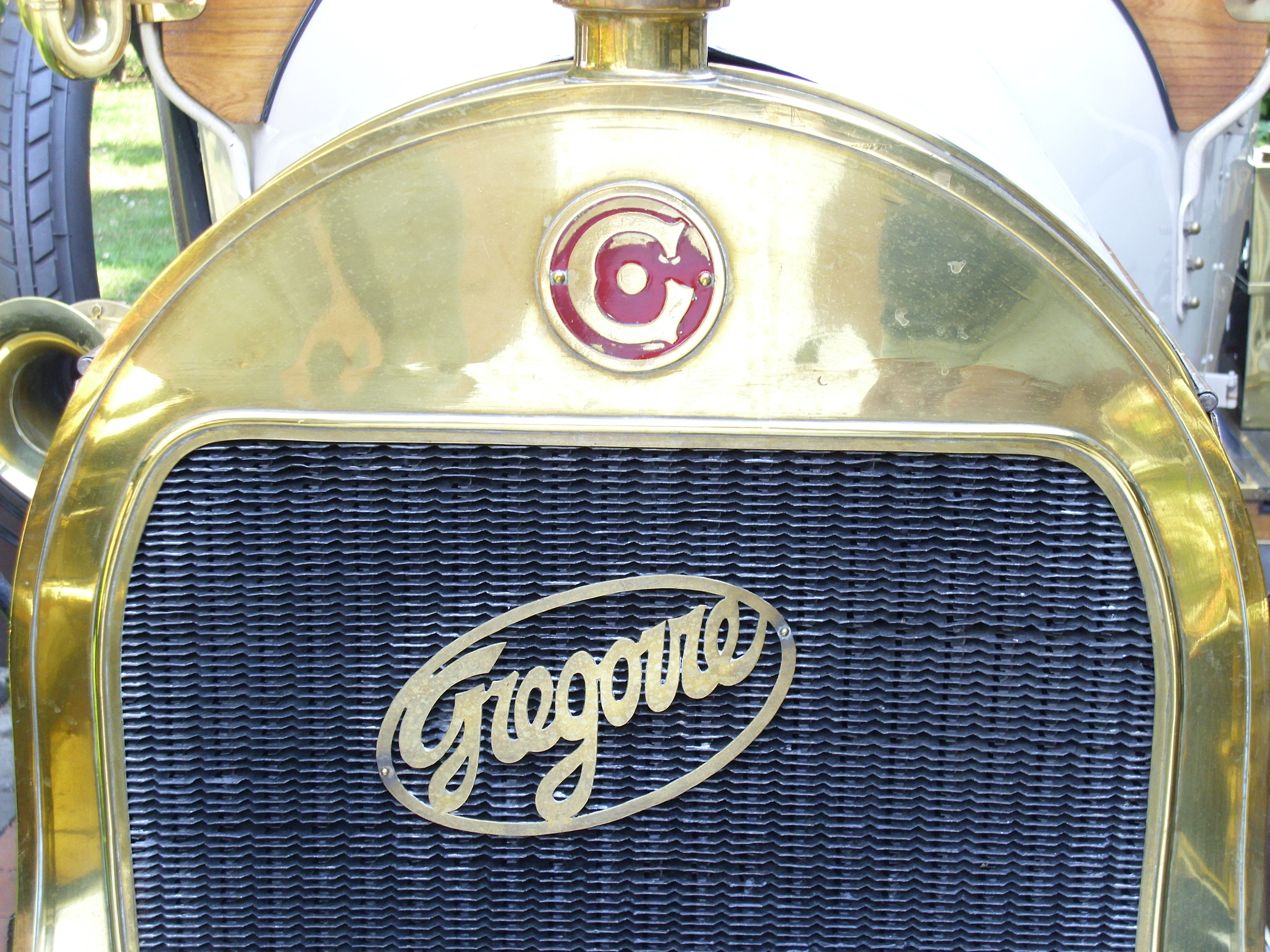
Emblema de un automóvil Grégoire

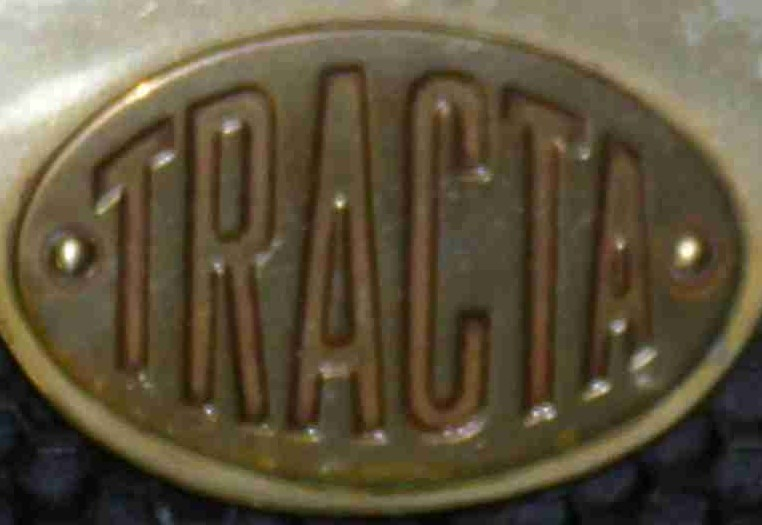
Emblema de la marca Tracta

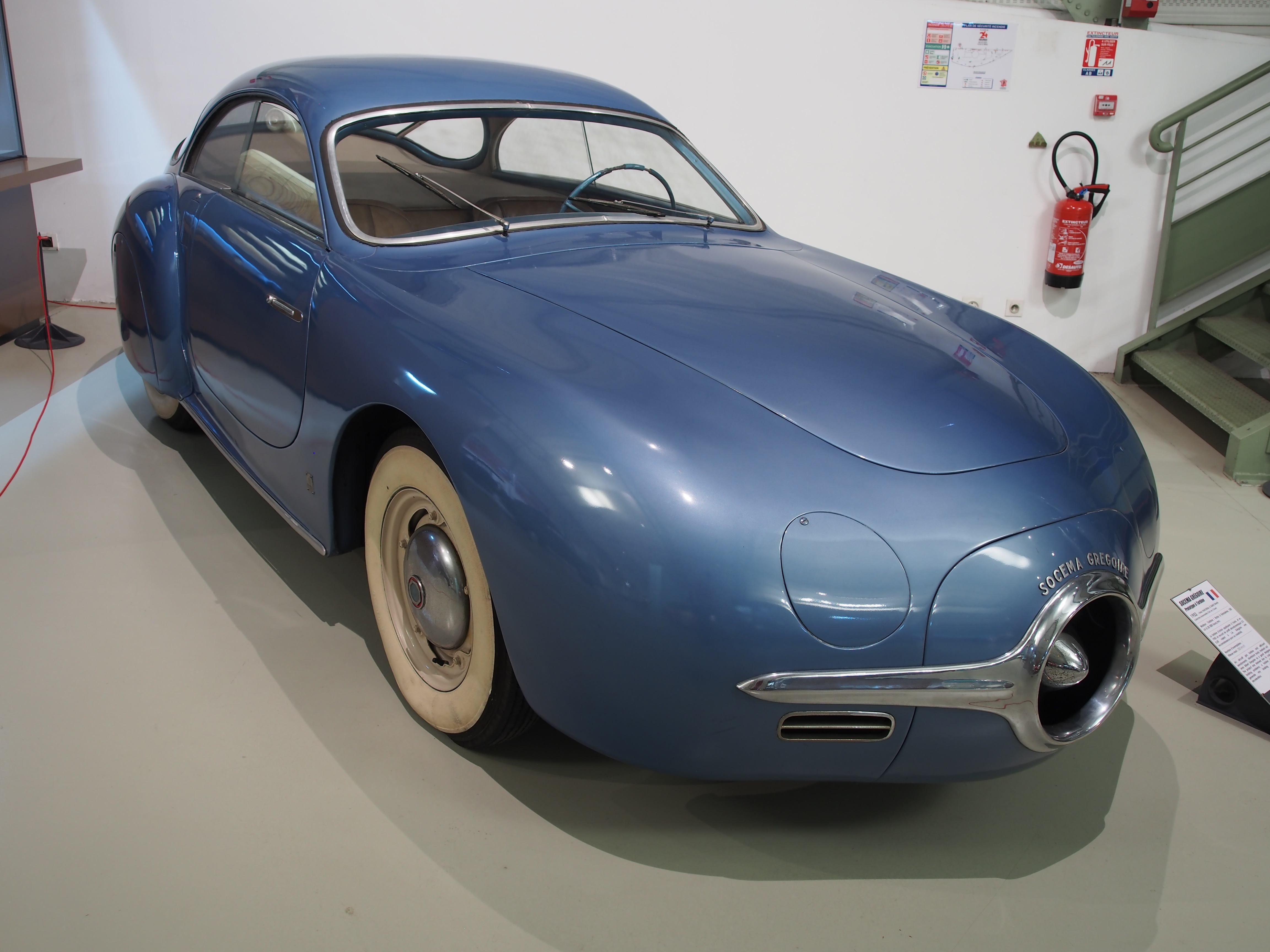
SOCEMA GRÉGOIRE, impulsado por una turbina de gas (1952)

Jean Albert Grégoire era hijo de Jules Léon Grégoire, ingeniero de artes y manufacturas, y de su esposa Berthe Elrina Ohresser. A raíz de la muerte de sus padres, su tío M. Ohresser se convirtió en su tutor. Estudió en el internado de Passy y luego en el Collège Stanislas de París. En 1917 se proclamó campeón de Francia interescolar de los 100 metros.
Ingresó en la École polytechnique en 1918, en la que se graduó en 1921. También obtuvo un doctorado en derecho.
Apasionado por el automóvil, en 1925 creó con unos amigos, entre ellos Pierre Fenaille, la empresa de Talleres Chantiers, en el barrio de Chantiers en Versailles. En 1926, construyó su propio vehículo (el «Tracta GePhi») que alcanzó los 145 km/h. En 1927 fundó, nuevamente con Fenaille, la Sociedad de Automóviles Tracta. Padre de la tracción delantera francesa, de la que no fue el primer diseñador, participó como fabricante y conductor en las 24 Horas de Le Mans de 1927 a 1930 en un Tracta, equipado con las "articulaciones homocinéticas" que inventó con Fenaille: estas "uniones" fueron después adoptadas por André Citroën en sus modelos.
Como piloto en las 24 Horas de Le Mans, Grégoire logró clasificarse séptimo en 1927 (en equipo con Lucien Lemesle), decimoséptimo en 1928 (con Fernand Vallon), décimo en 1929 (también con Vallon) y octavo en 1930 (de nuevo con Vallon).
Grégoire se casó con Eugénie Julien el 12 de julio de 1932.
Como los vehículos fabricados por Grégoire se vendían en cantidades demasiado pequeñas, en 1932 vendió la licencia de la junta homocinética Tracta a la compañía estadounidense Bendix Corporation. Así es como, diez años después, todos los vehículos todo terreno de la Segunda Guerra Mundial, incluido el conocido jeep Willys, son impulsados por las juntas Tracta.
En 1936, la oficina de diseño que creó ideó el sistema de carrocería de "funda integral" de aluminio fundido, que aplicó a los coches presentados con éxito en el Salón del Automóvil de París de 1937.
Más adelante recopiló el resultado de sus varias investigaciones (tracción delantera, carrocería moldeada y cuatro ruedas independientes) en el Panhard Dyna de 1946, un pequeño automóvil económico que consumía menos de cinco litros por cien km a una velocidad de 70 km/h.
Grégoire también colaboró con la Compagnie générale d’électricité y su amigo del Stanislas College, Pierre Quoirez, para producir un automóvil eléctrico que en 1942 logró recorrer 225 km a más de 40 km/h de promedio.
Basándose en estudios aerodinámicos iniciados en 1943, logró en 1949 que el fabricante Hotchkiss et Cie produjera un vehículo de gasolina de alta gama, el Hotchkiss-Grégoire. Pero las dificultades del fabricante, los numerosos problemas técnicos relacionados con los detalles de este proyecto y su costo demasiado alto hicieron que se interrumpieera su producción en 1953, con aproximadamente 250 unidades fabricadas. Una colaboración similar para un coche denominado Frégate-Grégoire, esta vez con Renault, desafortunadamente no llegó a la etapa de producción.
Grégoire también trabajó con SOCEMA (la empresa de construcción mecánica y equipos para aviación), una subsidiaria de la CEM, que deseaba equipar un automóvil con la turbina ligera que había desarrollado. A partir del Hotchkiss-Gregoire se diseñó un vehículo futurista que se presentó en el Salón del Automóvil de París de 1952, pero no se produjo en masa. El dibujante André Franquin lo incluyó en su tira cómica La Corne de rhinocéros (El Cuerno de rinoceronte), donde llamaba al coche "Turbotraction".
 
Intentó nuevamente producir un vehículo (el Grégoire-Sport), esta vez con la compañía Tracta, donde coincidió con su amigo Pierre Fenaille, presidente de la compañía desde 1951, pero resultó ser un nuevo fracaso comercial y decidió abandonar este tipo de proyectos para limitarse a elementos técnicos del automóvil: primero la suspensión Grégoire que equipó a Citroën hasta 1954; y después la suspensión llamada "Aérostable", con la que se equipó un millón y medio de Renault Dauphine.
Vendió su colección de automóviles a la compañía Aluminium Pechiney en 1965, que se trasladaría a La Défense en 1992 (poco antes de su muerte) y que ahora está expuesta en el museo de las 24 Horas de Le Mans en el circuito de la Sarthe de Mans.
Grégoire también había sido crítico literario, novelista, ensayista e historiador del automóvil.

## Junta Tracta

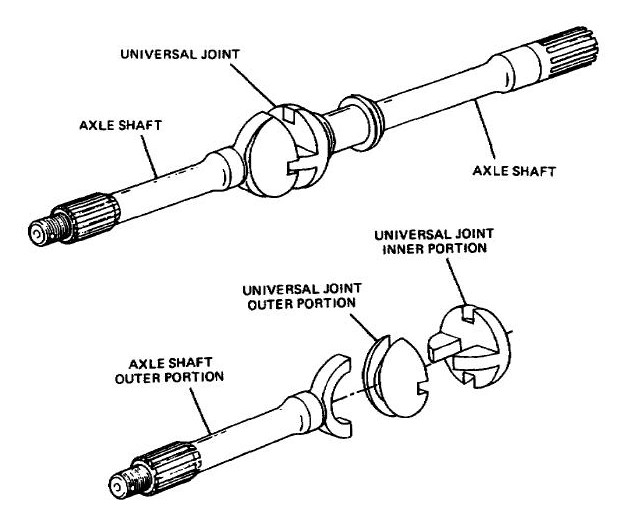
Junta Tracta

La junta Tracta es un cardán doble esférico. Patentada el 8 de diciembre de 1926 por Pierre Fenaille en asociación con J. A. Grégoire, sería industrializada por la compañía Tracta. Se trataba de una junta homocinética (denominación acuñada en aquella ocasión) que se utilizó en la construcción de los primeros automóviles europeos con tracción delantera.
La junta Tracta sería adoptada por varias marcas, incluyendo DKW entre 1929 y 1936 y Adler de 1932 a 1939, así como por la mayoría de los automóviles diseñados por Gregoire.
También se utilizó en numerosos vehículos militares de la Segunda Guerra Mundial: Laffly y Panhard en Francia, Alvis y Daimler en el Reino Unido, y Willys en los Estados Unidos. Esta última compañía instaló la junta Tracta en un cuarto de millón de jeeps y en muchos otros vehículos. Este éxito fue confirmado después de la guerra con los primeros modelos de Land Rover.

## Diseño de tracción delantera

### Tracta Gephi (1927)
El Tracta Gephi fue el primer automóvil diseñado bajo la dirección de J. A. Grégoire para la aplicación práctica de la junta Tracta. Todos los autos Tracta (unos 200, fabricados entre 1927 y 1932) la usaron. El primero de ellos corrió en las 24 Horas de le Mans de 1927 y llegó al final de la prueba. Los coches Tracta tenían motores S.C.A.P. de 1100 a 1600|cm³, y motores Continental y Hotchkiss et Cie de la gama de entre 2700 y 3300 cm³.
|  |  |  |

### Donnet (1932)
Gregoire diseñó con Lionel Mallard un 11 CV con 6 cilindros para Donnet en 1932. Solo se produjeron cinco prototipos, uno de los cuales se envió al Salón de París de 1932, poco antes de que la compañía Donnet se liquidara.

### Chenard y Walcker (1936)
Luego trabajó con Lucien Chenard en el diseño de dos automóviles para Chenard et Walcker. Eran de diseño avanzado, pero no tuvieron éxito comercial.

### Amilcar Compound (1937)
En 1937, diseñó el Amilcar Compound, producido por Hotchkiss et Cie desde 1938 hasta la Segunda Guerra Mundial, del que se fabricaron 681 unidades. Este automóvil aplicó algunas ideas de Grégoire, como un chasis de Alpax (aleación de aluminio liviano). Se adoptaron otras características avanzadas, como la dirección de cremallera y piñón y la suspensión independiente en las cuatro ruedas. Pero el automóvil tenía puntos débiles, como los frenos o el cambio de marchas accionado por cable, o todavía un motor con válvulas laterales, aunque este tipo de motor seguía siendo habitual en la mayoría de los coches de entonces. Una versión con válvulas en cabeza llegó un poco más tarde.
Un ejemplar de este vehículo está disponible en la Cité de l'Automobile, Automobile Museum - Colección Schlumpf en Mulhouse.
|  |  |  |

### Aluminium français-Grégoire (1941) y Dyna X Panhard (1948)
Durante la Segunda Guerra Mundial, Grégoire trabajó en secreto con su equipo de ingenieros de Asnières-sur-Seine en un automóvil pequeño, el French Aluminium-Grégoire (en asociación con la empresa "Aluminum français", una empresa que luego se convertiría en Aluminium Péchiney). Tenía un chasis de aleación ligera, tracción delantera, un motor bóxer bicilíndrico plano refrigerado por aire y suspensión independiente en las cuatro ruedas. Este pequeño automóvil de cuatro plazas pesaba solo 400 kg y podía alcanzar 100 km/h.
 
Un ejemplar de este vehículo también se exhibe en la Cité de l'Automobile, Automobile Museum - Colección Schlumpf en Mulhouse.
Simca no llegó a producirlo, pero finalmente Panhard desarrolló el proyecto. Nada más finalizar la Segunda Guerra Mundial, esta marca se interesó por el prototipo de Grégoire. Los acuerdos se firmaron en 1943 cuando Grégoire estaba colaborando con Simca, y este vehículo se utilizó como base para la construcción masiva del Panhard Dyna X de 1948.

### Grégoire "R" (1947)

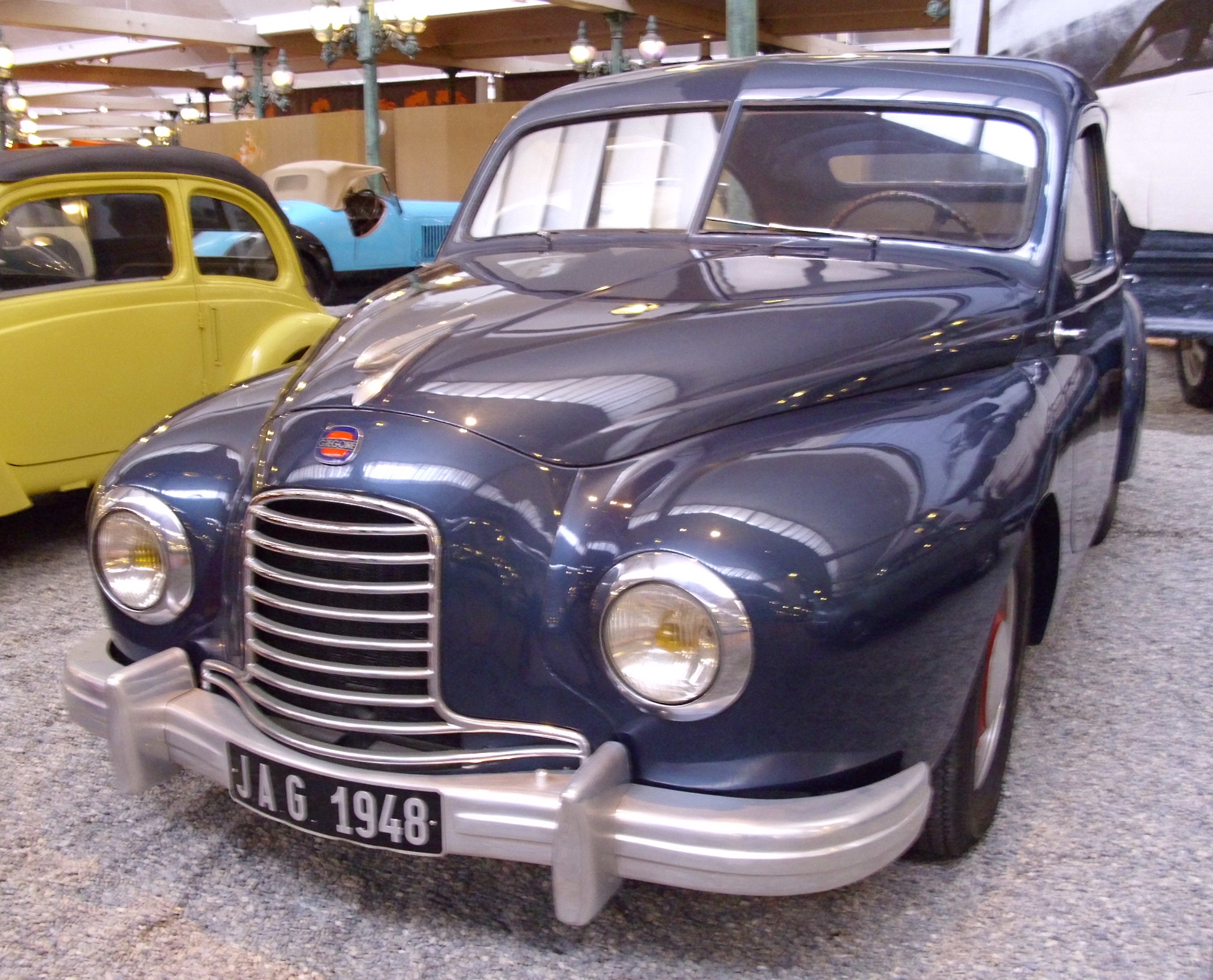
Grégoire R (1948)

Grégoire construyó el Grégoire "R" (o Tracta R), presentado en el Salón de París en 1947 y producido por Hotchkiss en 1949, con un chasis en Alpax, tracción delantera y un motor bóxer plano de 4 cilindros de 2 litros refrigerado por aire. La suspensión disponía de flexibilidad variable, reanudando el principio de los resortes helicoidales que se adaptaban a la carga. Esta innovación fue objeto de una solicitud de patente y se le otorgó el Prix Monthyon mecánico, concedido por la Academia de Ciencias en 1947.

### Prototipo Hartnett (1948)

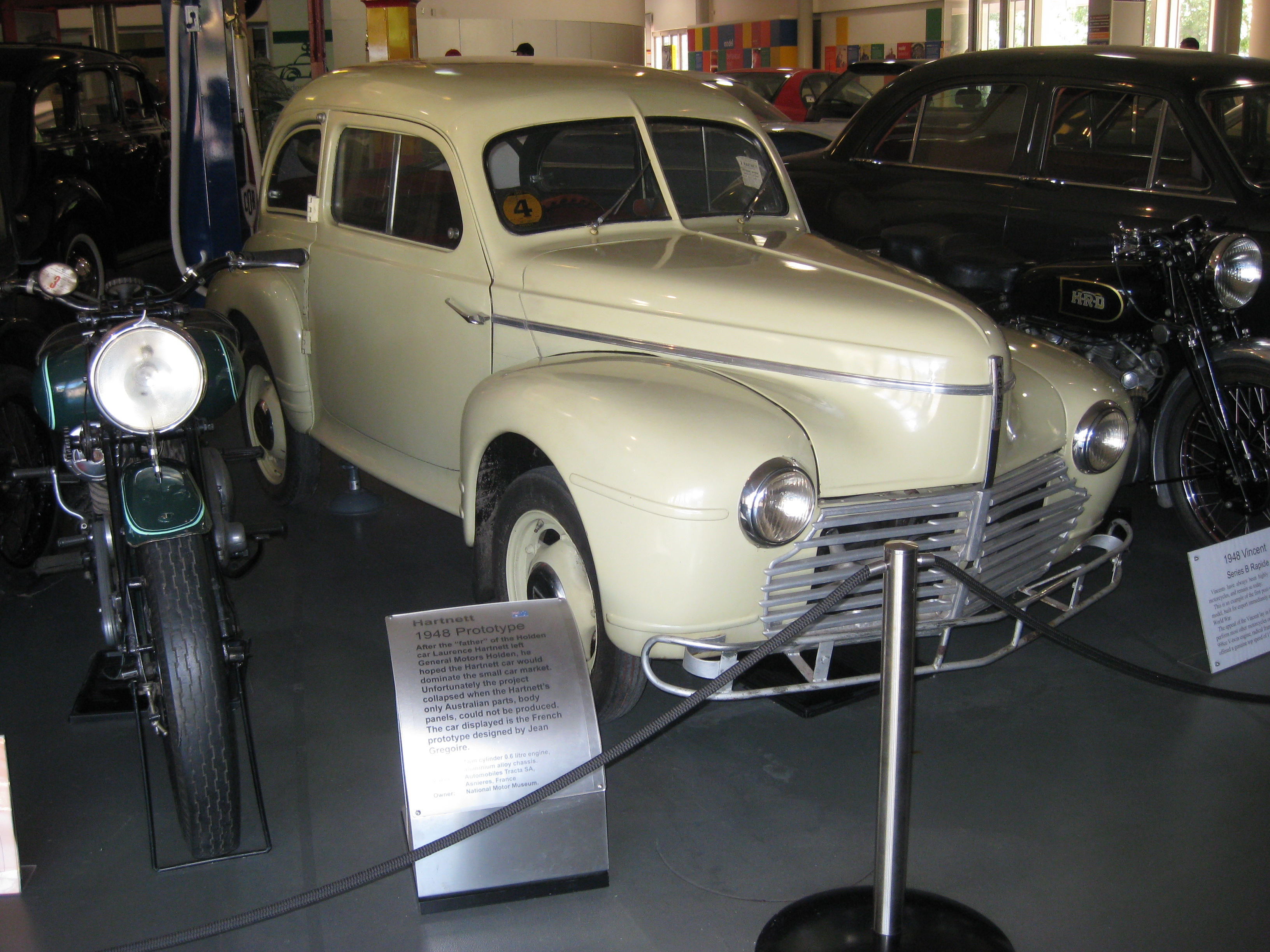
Prototipo Hartnett (1948)

En 1945 fundó la marca "Grégoire" y presentó patentes que atrajeron la curiosidad de la firma australiana Hartnett, que quería construir un coche pequeña con tracción delantera, cuyo diseño le encomendaría. El diseño del vehículo fue desarrollado por el propio Grégoire en tres prototipos distintos, utilizando la misma ingeniería básica, pero con diferentes estilos de carrocería. Las versiones Panhard y Simca fueron planeadas para el mercado francés.
La versión Kendall, nombrada en referencia a Denis Kendall, miembro del Parlamento del Reino Unido, fue adoptada en Inglaterra por Grantham Productions Limited de Grantham (Lincolnshire), pero el desarrollo de esta versión, que comenzó en 1946, tuvo que suspenderse debido a que dificultades financieras. Los activos de Grantham, incluidos toda la maquinaría, medidores, plantillas, accesorios y modelos, fueron comprados por Hartnett a un buen precio solo por 30.000 libras, mientras que dos años antes, Grantham tuvo que pagar 186.000 libras esterlinas por su adquisición.
Según Laurence Hartnett, la operación permitía "evitar un retraso de hasta tres años y hacer posible la producción en el año de la creación de una empresa pública". Grégoire tenía poco más del 10% de las 400.000 acciones ordinarias emitidas por la Hartnett Motor Company Limited en octubre de 1949, pero solo la mitad de esas acciones estaban suscritas en abril de 1951. En mayo de 1950, la compañía anunció que cinco prototipos, fabricados enteramente en Inglaterra, llegarían a Australia.
El "Hartnett" se había planeado con chasis de aluminio fundido en lugar de acero prensado, para ahorrar peso y reducir los costos de la maquinaria de fabricación. El vehículo iba a estar equipado con una suspensión independiente en las cuatro ruedas, con un motor de dos cilindros opuestos horizontalmente de 594 cm³, con refrigeración por aire. En 1951, se anunció que el modelo berlina Tasman Saloon, se completaría con otro modelo, el Pacific.
El 16 de marzo de 1951, la compañía Hartnett produjo simultáneamente los dos primeros vehículos de serie en Sídney y Melbourne. Al final, la planta de producción de Frankston parece que funcionó solo entre noviembre de 1951 y la segunda semana de septiembre de 1952. Los primeros coches de serie solo se producirían a partir de la tercera semana de abril de 1952. Sin embargo, la producción tuvo que detenerse en septiembre de 1952 y, por primera vez, se revelará que la empresa solo recibió pedidos por 314 vehículos. Las 19 semanas de actividad solo permitieron producir 135 unidades. The Hartnett Motor Company Limited se disolvió en una reunión de acreedores en 1956.

### Hotchkiss-Grégoire (1950)

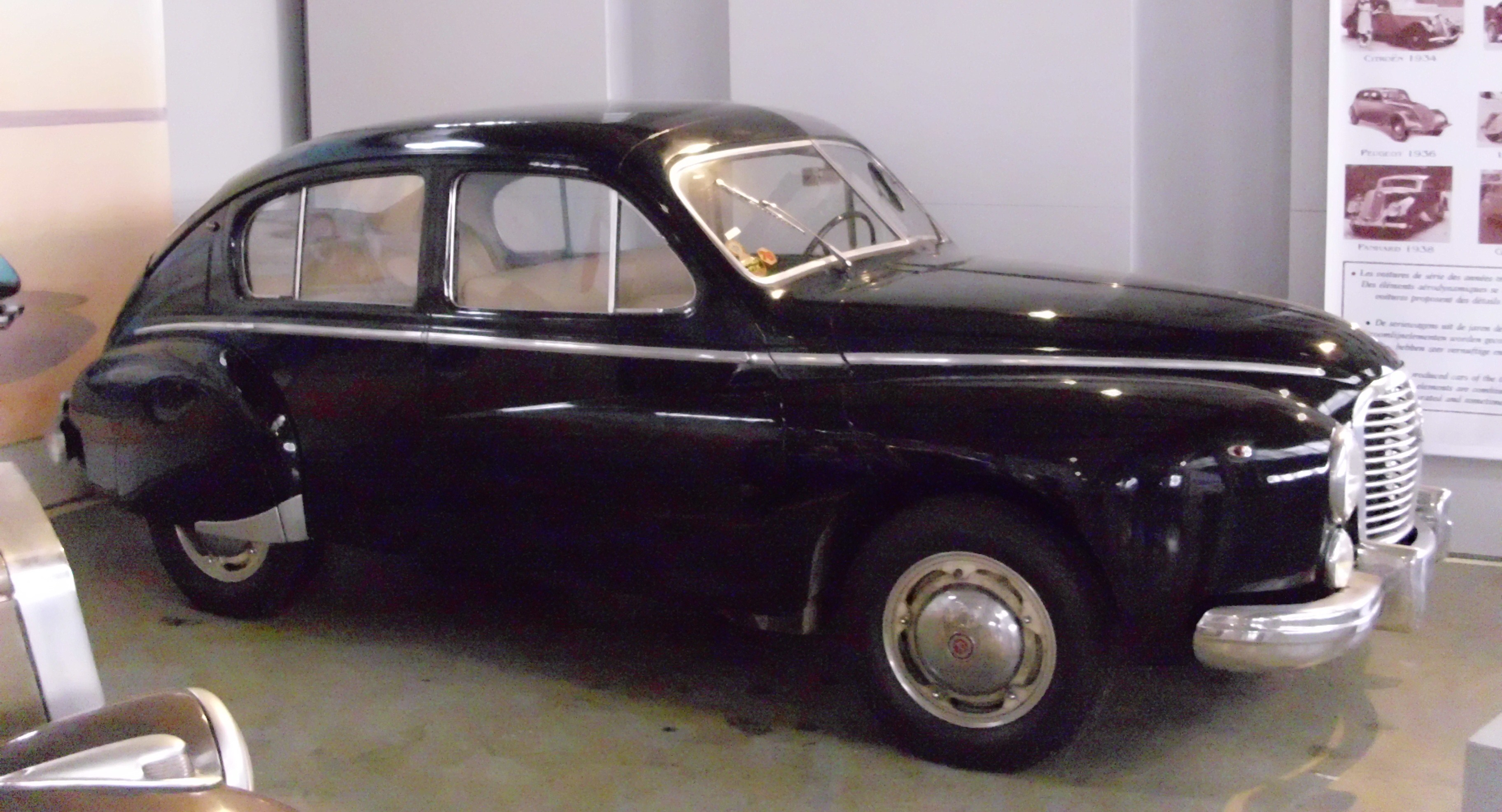
Hotchkiss-Grégoire (1950-1954)

En 1950 apareció el Hotchkiss-Grégoire, otro automóvil construido en colaboración con "Hotchkiss", que incluyó nuevamente un bastidor fabricado en Alpax; una carrocería de aleación ligera; una suspensión con flexibilidad variable; un motor bóxer plano de 4 cilindros de 2 litros (después de 2,2 litros) refrigerado por agua, ubicado en voladizo frontal; y una aerodinámica estudiada en túnel de viento. Este automóvil era rápido (alcanzaba 150 km/h) y seguro, pero su precio era demasiado alto (dos millones de francos en 1950, el equivalente a más de 56.000 euros de 2018, y casi el doble del precio de un Citroën Traction Avant 15CV de seis cilindros). Se fabricaron 247 unidades hasta 1954, con números de serie entre 500 y 747. Este es uno de los automóviles de turismo más raros, ya que solo se comercializó una preserie. La fábrica de Hotchkiss estaba en liquidación en 1954, y solo se pusieron a la venta 60 de estos vehículos.

### Grégoire Sport (1955)

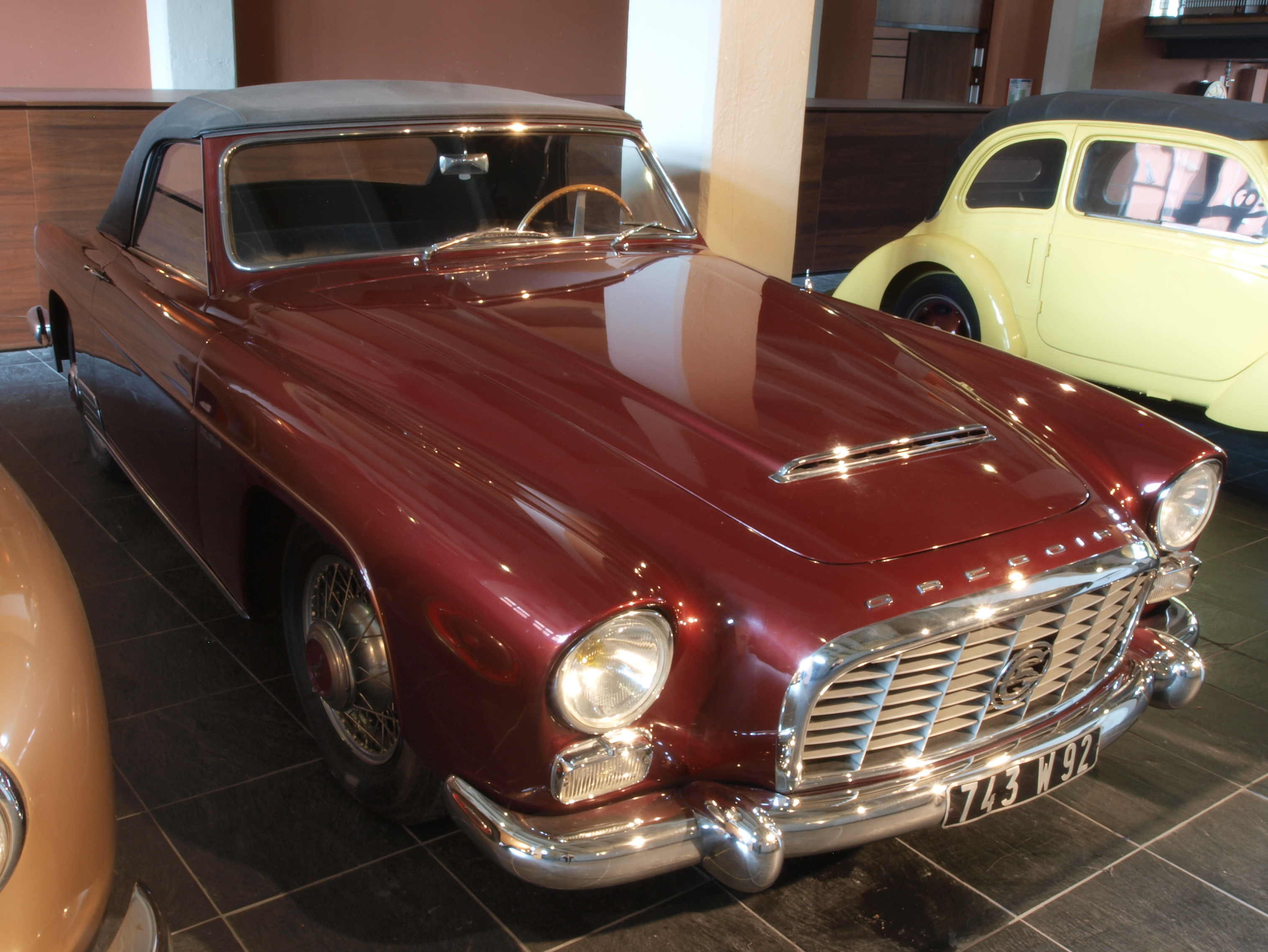
Grégoire Sport (1955)

En enero de 1956, el Museo Henry Ford de Dearborn (Estados Unidos), fue el escenario elegido por Grégoire para presentar un convertible de tres plazas, capaz de alcanzar hasta 175 km/h, y equipado con el motor de 4 cilindros de 2188 cm³ procedente del Hotchkiss-Grégoire, que sobrealimentado por un compresor "Constantin" rendía una potencia de 125 hp a 4500 rpm. Diseñado por el francés Carlo Delaisse, incorporaba los principios del sedán (tracción en las ruedas delanteras, suspensión independiente y flexibilidad variable, estructura de fundición de aleación ligera Alpax y juntas homocinéticas "Tracta"), pero abandonando cualquier investigación aerodinámica, estaba equipado con frenos de disco en la parte delantera, y ruedas de radios "Robergel".
Se produjeron menos de diez unidades (¿cinco cabriolets y un cupé?), y su realización fue confiada al carrocero Henri Chapron.
Un ejemplar de este vehículo está disponible en la Cité de l'Automobile, Automobile Museum - Colección Schlumpf en Mulhouse.

## Diseño automovilístico

### Motor eléctrico

#### CGE-Tudor eléctrico (1942)

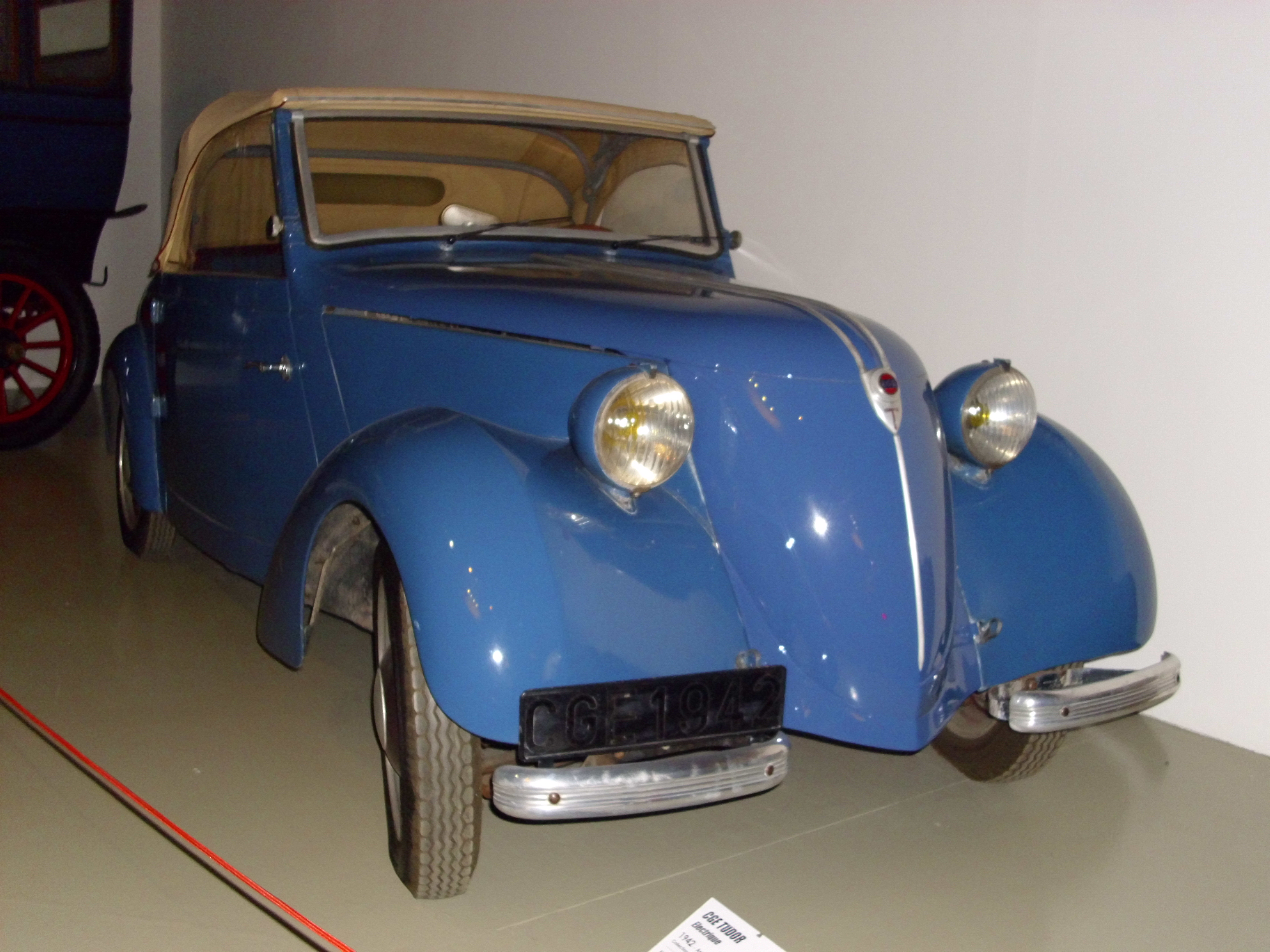
CGE-Tudor eléctrico (1942)

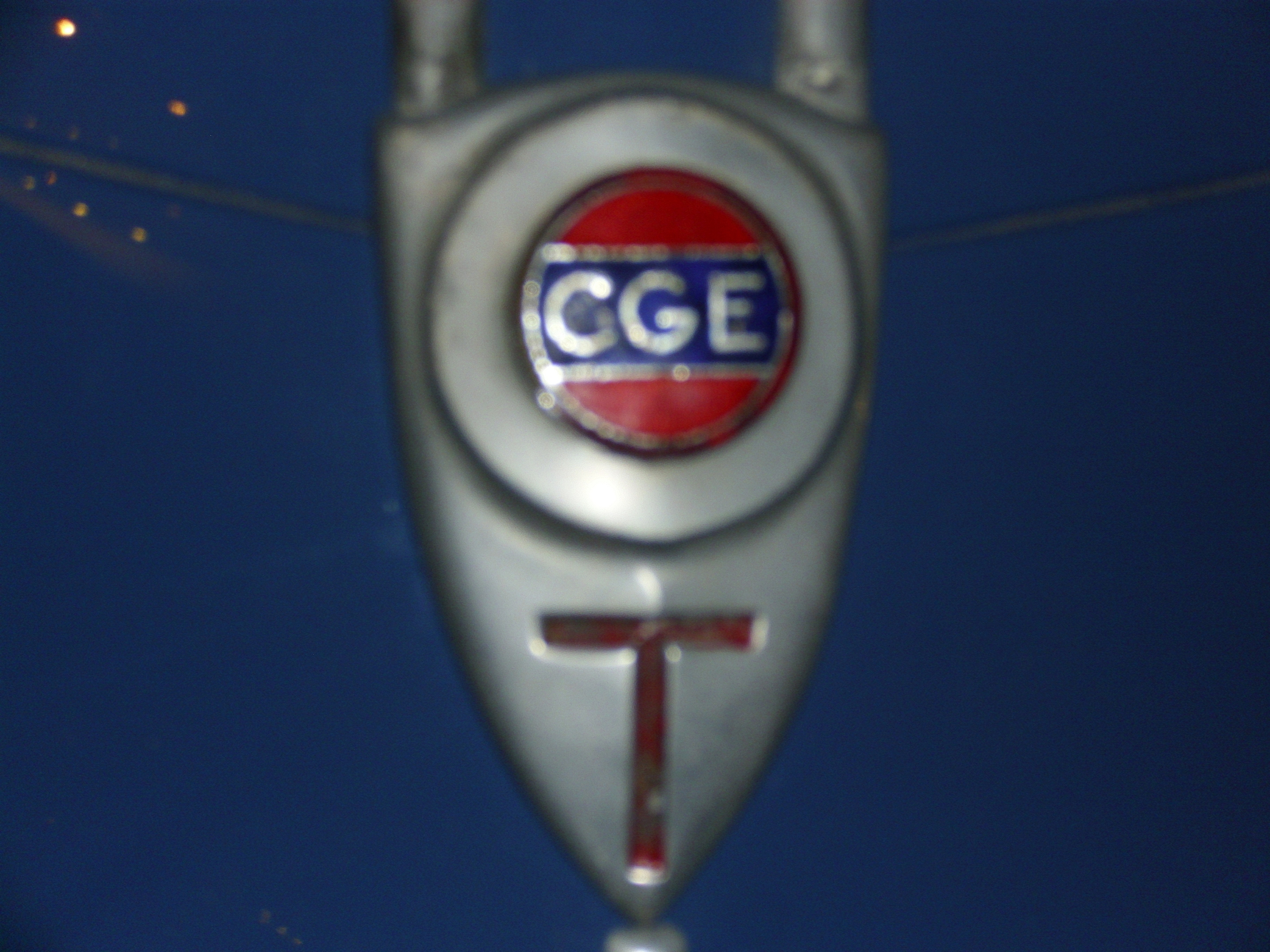
Emblema CGE-Tudor

A finales de 1940, condicionado por las restricciones de producción de automóviles causadas por la guerra, Grégoire recibió una propuesta de la Compagnie générale d'électricité para estudiar un automóvil pequeño con motor eléctrico, el "CGE-Tudor", que sería construido por la "Compañía de acumuladores Tudor". La parte eléctrica, que Grégoire no dominaba, se confió a Paul Rapin, que eligió un motor de corriente continua que permitía la recuperación de la energía de desaceleración en el momento del frenado.
Grégoire había comenzado sus estudios en 1938 para fabricar un vehículo de este tipo, lo que le llevó a la creación en 1942 de un coche con un motor eléctrico central, con ruedas de tracción trasera, un peso en vacío de 510 kg más 460 kg de acumuladores, para un peso total de 970 kg.
En septiembre de 1942, después de varios intentos fallidos, Grégoire estableció un récord de autonomía, vjajando entre la Porte d'Orléans, Étampes, Orleans, Blois, Amboise y luego Tours, recorriendo 225 km a un promedio de 42.32 km/h. Todavía recorrió otros 25 km adicionales hasta casi agotar las baterías, y 4 km más para llegar al depósito, con un total de 254 km.
Se fabricarán menos de 200 unidades para la General Electric Company hasta 1944, debido a su alto precio de venta (105.000 francos de 1941, cerca de 35.500 euros d3 2013), fuera del alcance del presupuesto de un conductor medio.
Un ejemplar de este vehículo se exhibe en el Museo de las 24 Horas de Le Mans.

#### Grégoire-Charbonneaux Electric (1969)

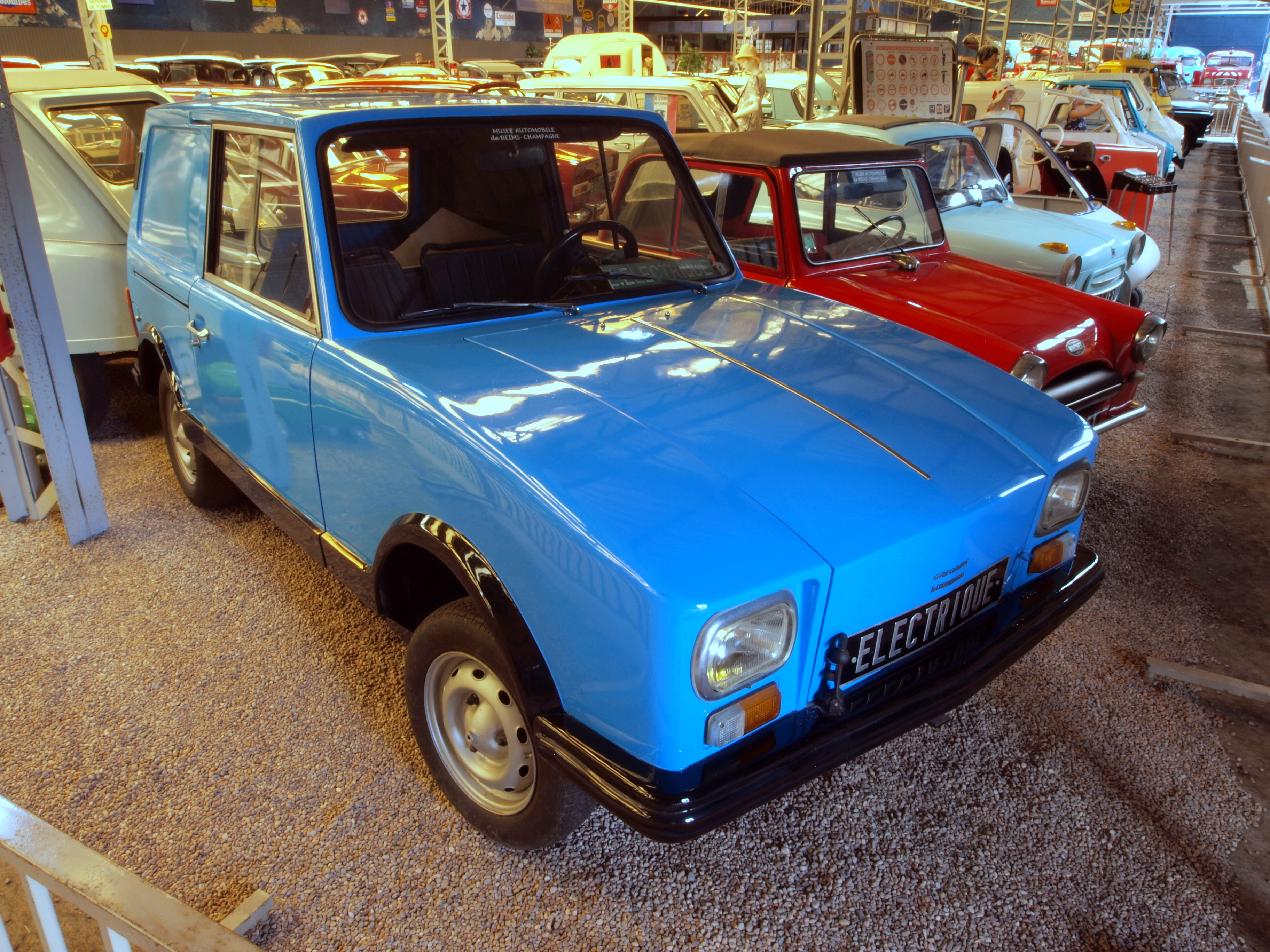
Grégoire-Charbonneaux, furgoneta eléctrica (1969)

A finales de 1968, y todavía por un pedido de la General Electric Company, Grégoire colaboró con el diseñador Philippe Charbonneaux, para la construcción de una furgoneta eléctrica capaz de alcanzar una velocidad de 80 km/h ("La Grégoire- Charbonneaux"). Con dos puertas correderas, era un carro de poliéster y fibra de vidrio sobre un bastidor de aluminio fundido. Grégoire decidió la ubicación del motor en la parte trasera, alimentado por una docena de baterías de 12 voltios, que le permitían una autonomía de 100 km.
Una vez realizado el prototipo, la decisión de construir el vehículo se tomó en abril de 1970, iniciándose las pruebas el 18 de marzo de 1971. Los prototipos, denominados 1 y 2, presentaban el problema de una transmisión por correa dentada insatisfactoria. Por lo tanto, se reemplazó por un puente de transmisión, montado en el prototipo 3 que circuló en marzo de 1972, y que está equipado con una suspensión neumática de baja presión. El vehículo se fabricó en serie hasta 1974.
Un ejemplar de este vehículo se puede ver en el Museo del Automóvil de Reims Champagne, en Reims.

### Turbina de gas

#### SOCEMA-Grégoire (1953)

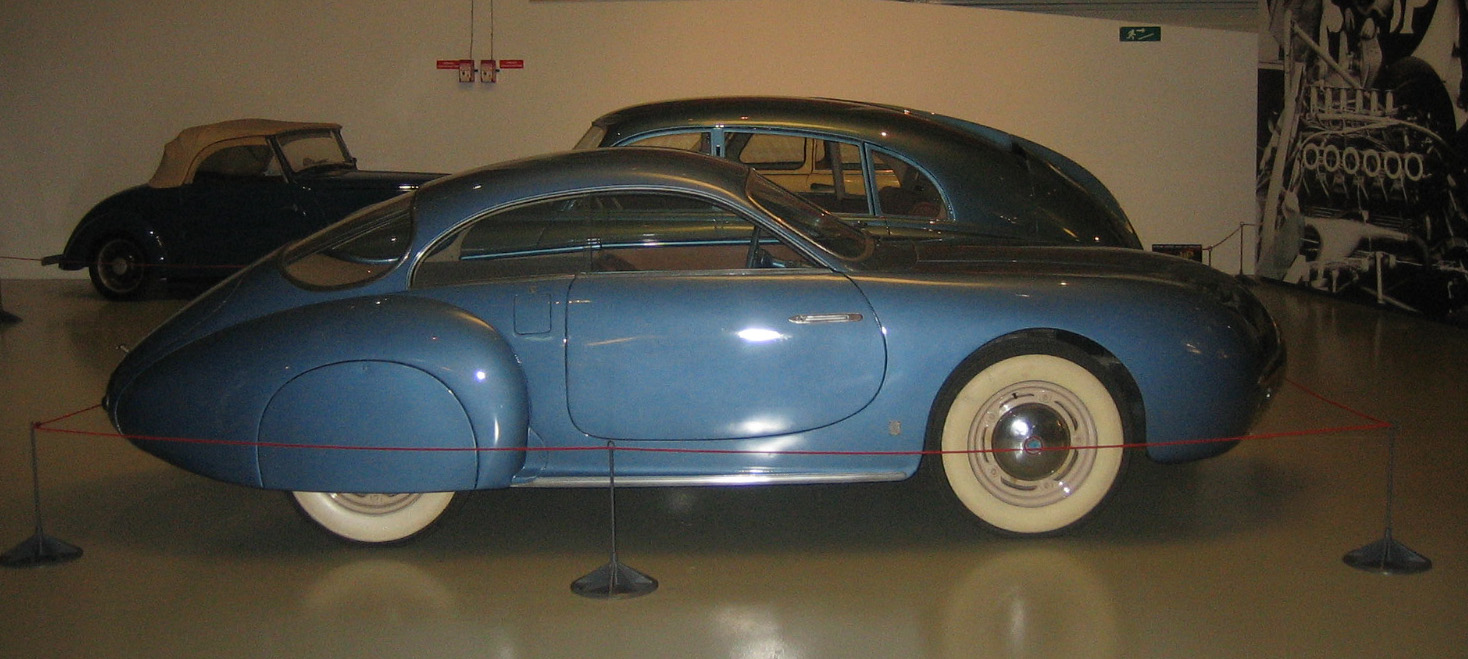
SOCEMA-Grégoire con turbina de gas (1953)

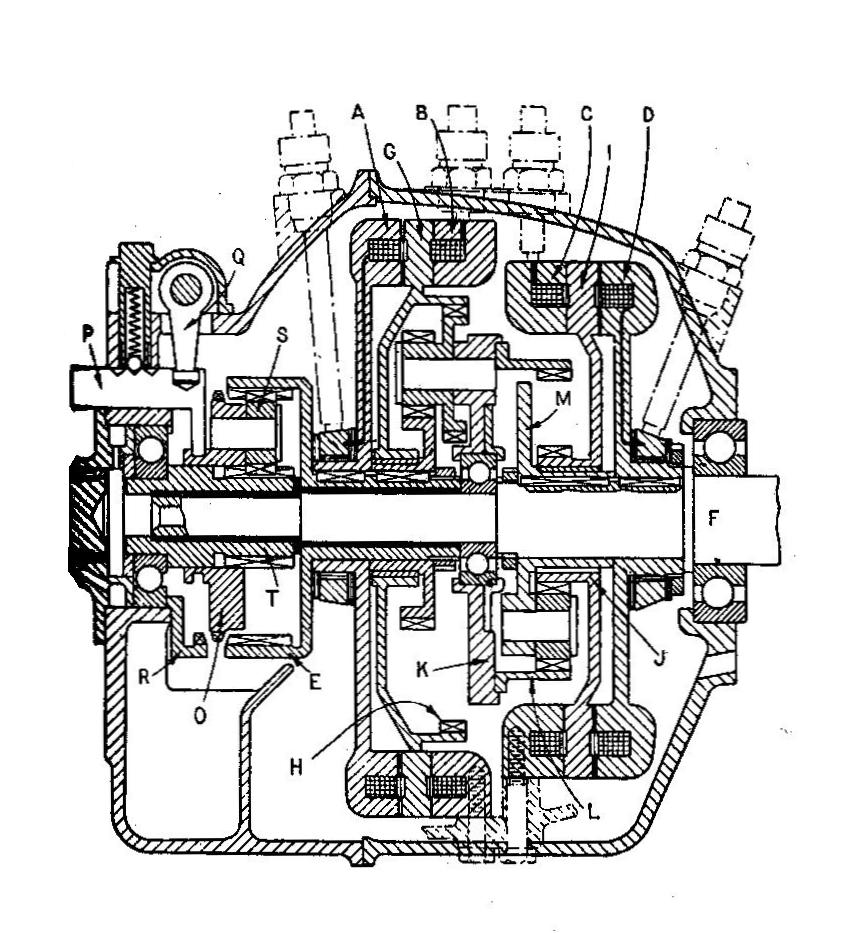
Caja de cambios electromagnética Cotal (1935)

En 1953, construyó un automóvil experimental propulsado por una turbina de gas, el Socema-Grégoire, con motor delantero y tracción trasera, capaz de alcamzar 200 km/h.
- Estaba equipado con un turbocompresor compacto que desarrollaba 100 hp, que pesaba 130 kg. Este motor funcionaba a 45.000 rpm y estaba acompañado por una turbina de dos etapas que giraba a 25.000 rpm, unida a un reductor epicicloidal que hacía que el eje de transmisión girase a unas 5000 rpm.[23]
- El vehículo estaba equipado con una caja de cambios electromagnética Cotal.[24]
- Para frenar, y teniendo en cuenta que el turbocompresor no proporcionaba ningún frenado motor, se colocaba un freno electromagnético Telma delante del diferencial.
- Para la fuente de alimentación, se utilizaban dos baterías de 12 voltios para lanzar la turbina.

Este prototipo único ahora es propiedad del Automobile Club de l'Ouest, y se puede ver en el Museo de las 24 Horas de Le Mans.
El SOCEMA-Grégoire del Museo de las 24 Horas de Le Mans sirvió como modelo para el 'Turbotraction' de Spirou, personaje del dibujante de historietas Franquin.
|  |  |  |

### Mejoras en la suspensión por ejes oscilantes Renault
Finalizada la Segunda Guerra Mundial, Renault comercializó el Renault 4CV diseñado durante la ocupación alemana. Pese a sus semejanzas con el Volkswagen Tipo 1, que sin duda inspiró el proyecto, el 4/4 adolecía de un diseño de suspensión trasera por ejes oscialntes muy primitivo, en el que no había ningún mecanismo de control longitudinal de los ejes. Este diseño sería utilizado en el Renault Dauphine y Renault 8 con ciertas modificaciones.

#### Suspensión Grégoire
Kit de montaje que utilizaba un sistema de triple muelle para localizar longitudinalmente la trompeta evitando modificaciones en la convergencia

#### Suspensión Aerostable
Modificación ofrecida por la propia Renault en los Dauphine y Floride para evitar la tendencia al "acuñamiento" característico de las suspensiones por ejes oscilantes. Consistía en el uso de cojines neumáticos que evitaban que la trompeta adquiriese caída positiva al apoyar sobre ellas el peso de la carrocería.

## Publicaciones de J. A. Grégoire
- L'ingénieur de l'automobile, Éditions Tiranty, Paris, 1949, 67 páginas (introducción de Charles Faroux, ilustraciones de J. Sennep y P. Collot).[27]
- L'aventure automobile, Flammarion , 1953, 275 páginas.
- 24 heures au Mans, roman, Flammarion , 1955, 280 páginas.
- L'ombre de l'argent, roman, Flammarion, 1956, 346 páginas.
- 50 ans d'automobile : La traction avant, Flammarion, 1974.
- Des autos et des mots, la Table ronde, 1985 ISBN 2-7103-0253-5, 203 páginas.
- 50 ans d'automobile : Tome 2, la voiture électrique, Flammarion, 1992 ISBN 2-08-010751-8, 331 páginas.
- Vivre sans pétrole, Flammarion,1992 ISBN 2-08-064164-6, 215 páginas.
- Jean Albert Grégoire; Henri Rouger; Daniel Tard; Marc-Antoine Colin (1993).  Charles Massin, ed. Toutes mes automobiles. p. 156. ISBN 2-7072-0218-5. Grégoire et al.1993..